# Android Honeycomb
Android «Honeycomb» — восьмая основная версия ОС Android предназначенная эксклюзивно для планшетных компьютеров. Honeycomb появился вместе с Motorola Xoom в феврале 2011 года, однако она также была неофициально портирована на Nexus One. Помимо добавления новых функций, Honeycomb представил так называемую «голографическую» тему пользовательского интерфейса в космическом стиле и модель взаимодействия, которая основывалась на многозадачности, уведомлениях и анимированных виджетах.
Android Honeycomb не поддерживается с 14 ноября 2016 года, а поддержка сервисов Google Play прекращена с января 2017 года. Android 3.0 Honeycomb не стал популярной версией системы, но задал тон для дальнейшего развития платформы, ведь его интерфейс развивался вплоть до Android Lollipop. Распространение операционной системы было ограничено тем, что она работала исключительно на планшетах, а смартфоны не могли обновиться до неё. Последующие Android 3.1 и 3.2 были названы "минорными обновлениями", они вместе набрали более 3.3% от доли всех устройств в 2012 году. Из-за таких посредственных показателей поддержка Android 3.0 была вскоре завершена, а последующий Android Ice Cream Sandwich мог работать как на смартфонах, так и на планшетах.

## Нововведения
Новые функции, представленные в Android Honeycomb: 
- В приложениях «Электронная почта» и «Контакты» используется двухпанельный пользовательский интерфейс.

- Приложение «Галерея» теперь позволяет пользователям просматривать альбомы и другие коллекции в полноэкранном режиме с доступом к эскизам других фотографий в коллекции.
- Приложение «Браузер» заменяет окна браузера вкладками, добавляет режим инкогнито для скрытого просмотра и представляет закладки и историю в едином представлении.
- Клавиатура переделанная для планшетов.
- Представление «Последние приложения» для многозадачности.
- Настраиваемые дополнительные экраны (до пяти).

Все эти новшества перекочевали в Android 4.0, который появился уже через несколько месяцев — 19 октября. С его выходом в свет Google признала эксперимент с делением ОС на категории устройств неудачным, вновь вернувшись к универсальному решению, подходящему и для смартфонов, и для планшетов.

## Изменения

### 3.0
- Поддержка многоядерных процессоров.
- Трёхмерный рабочий стол с переписанными виджетами.
- Улучшенная многозадачность.
- Улучшения обозревателя, среди которых закладки для открытых веб-страниц, автозаполнение форм, синхронизация ссылок с Google Chrome, приватный режим просмотра.
- Возможность зашифровать свои данные.
- Поддержка видеочатов при помощи Google Talk.
- Поддержка аппаратного ускорения.
- Обновление API на версию 11.

### 3.1[14]
- Расширен список недавно запущенных приложений.
- Обновление UI.
- Изменяемый размер виджетов рабочего стола.
- Поддержка внешних клавиатур, мышей, джойстиков/геймпадов.
- Нативное воспроизведение аудиофайлов в формате FLAC.
- Поддержка HTTP-прокси для каждой подключенной WiFi-точки.
- Обновление API до версии 12.

### 3.2
- Внесены оптимизации для поддержки более широкого спектра планшетов.
- Добавлен специальный режим масштабирования приложений с фиксированным размером.
- Облегченный способ доступа приложений к файлам на SD-карте, например для синхронизации.
- Расширен API поддержки экрана для разработчиков.
- Обновление API до версии 13.

### 3.2.1
- Незначительные исправления безопасности и стабильности.
- Улучшения в Wi-Fi.
- Обновление для Android Market с автоматическими обновлениями и упрощённо-читаемым текстом Правил и Положений.
- Обновление Google Книг.
- Улучшена поддержка Adobe Flash в браузере.
- Улучшенный предсказательный ввод на китайском.

### 3.2.2
- Мелкие улучшения и исправления для Motorola Xoom[15].

### 3.2.3
- Исправление багов
- Улучшение безопасности

### 3.2.4
- Оплата по мере использования для планшетов Motorola Xoom.

### 3.2.5
- Обновление API для Motorola Xoom.

### 3.2.6
- Исправлены проблемы с подключением к мобильному интернету при выходе из режима полета на US Motorola Xoom 4G.

## Критика
Android Honeycomb получил смешанные отзывы журналистов. Система не обрела особой популярности среди пользователей и разработчиков. Она является единственной версией Android, чей исходный код так и не был опубликован. Запрет портирования системы на смартфоны был принят негативно. С выходом Android 4.0 — Google учли свои недоработки, выпустили исходный код в открытый доступ, создали систему как для смартфонов, так и для планшетов. Из-за этого большого распространения Honeycomb не получил и очень быстро стал неактуальным и почти сразу забытым. Некоторые пользователи отмечали удобство настроек, например, подключения к Wi-Fi или яркости экрана. Также хвалили браузер, в котором можно открывать несколько страниц и работать с ними не менее удобно, чем на обычном компьютере. Среди недостатков системы называли неудовлетворительную поддержку видео и аудио: большинство видеофайлов не воспроизводилось, а FLAC воспроизводился не всегда и не везде. Jason Perlow назвал Honeycomb «сырой» и «куском мусора».